# الاستيطان الأنجلوسكسوني في بريطانيا

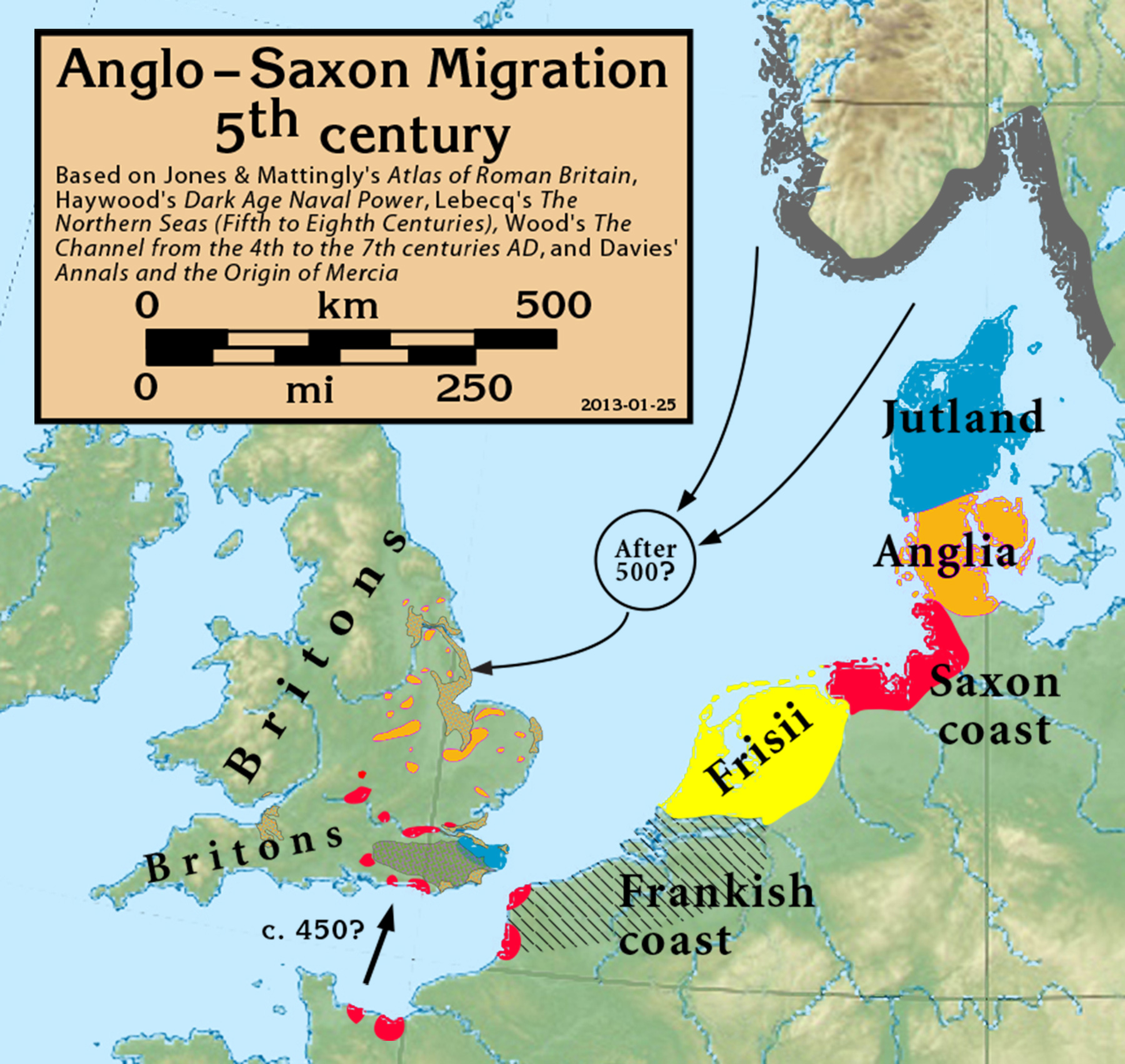

الاستيطان الأنجلوسكسوني في بريطانيا يُعتبر بمثابة العملية التي غيّرت لغة وثقافة معظم المنطقة التي باتت إنجلترا، مرورًا ببريطانيا الرومانية ووصولًا إلى الجرمانية من بعدها. في نهاية المطاف، طوّر الناطقون باللغة الألمانية في بريطانيا، وهم من أصول متنوعة، هويةً ثقافيةً مشتركةً بصفتهم أنجلوسكسونيين. استمرّت هذه العملية منذ منتصف القرن الخامس وحتى أوائل القرن السابع الميلادي، بعد انتهاء الحكم الروماني في بريطانيا نحو عام 410. تلا الاستيطان قيام الممالك الأنجلوساكسونية في جنوب وشرق بريطانيا، وانتشارها لاحقًا في بقية إنجلترا الحديثة.
تشتمل الأدلة المتوافرة على السجلات المكتوبة المعاصرة الشحيحة وشبه المعاصرة، بالإضافة إلى المعلومات الأثرية والوراثية. توضح المصادر الأدبية المحدودة العداوة بين الوافدين إلى المنطقة وسكانها الأصليين، إذ تصف العنف والدمار والمجازر وفرار السكان الرومانيين البريطانيين. علاوةً على ذلك، لا يوجد سوى القليل من الأدلة الواضحة على تأثير اللغة الكلتية البريطانية أو اللاتينية البريطانية على اللغة الإنجليزية القديمة. اقترحت هذه العوامل حدوث غزو نفذته شعوب جرمانية مختلفة على نطاق شاسع. تبعًا لهذا المنظور، الذي أيده معظم المؤرخين وعلماء الآثار حتى الفترة ما بين منتصف القرن العشرين وآخره، أُخلي جزء كبير مما يعرف الآن بإنجلترا من سكانها السابقين. تشير وجهة النظر التقليدية هذه في حال صحتها، إلى وراثة الشعب الإنجليزي اللاحق غالبية جيناته من المهاجرين الألمان.
على أي حال، يوجد رأي آخر، وهو الأكثر قبولًا بين كثير من علماء القرن الحادي والعشرين، إذ يقترح أن المهاجرين كانوا أقل عددًا، وربما اقتصر وجودهم على نخبة المحاربين. تشير هذه الفرضية إلى شروع الوافدين بعملية تثاقف واسعة النطاق مع السكان الأصليين شملت لغتهم وثقافتهم المادية والتزاوج فيما بينهم، إبان بسط الوافدين هيمنةً سياسيةً واجتماعيةً في المجتمع الأصلي. لم يجد علماء الآثار أي انفصال واضح عن الماضي الروماني البريطاني عند دراستهم أنماط المستوطنات وطرق استخدام الأراضي، رغم وجود تغييرات ملحوظة في الثقافة المادية. تتنبأ وجهة النظر هذه بانحدار أسلاف الأنجلوسكسونيين وإنكلترا الحديثة من الرومانيين البريطانيين الأصليين. تميل النتائج غير المؤكدة للدراسات الوراثية إلى تأييد غلبة الأصل الكلتي للسكان البريطانيين الأصليين، بالإضافة إلى وجود مساهمات قارية ملحوظة ناتجة عن الهجرة الجرمانية.
على أي حال، فإن احتمالية ترسيخ هؤلاء الوافدين أقدامهم بصفتهم نخبةً اجتماعيةً، كان ليسمح لهم بتحقيق نجاح تناسلي مُحسّن (ما يسمى «نظرية الأبارتايد» أو التطهير العرقي). في هذه الحالة، يمكن أن تكون الجينات السائدة في إنجلترا الأنجلوسكسونية لاحقًا مستمدةً إلى حد كبير من أعداد زهيدة من المهاجرين الألمان. أثارت هذه النظرية الصادرة عن دراسة في علم الوراثيات السكانية جدلًا كبيرًا، وكانت موضع نقد من قبل عدد من العلماء.

## الخلفية
باتت المقاطعات الرومانية في بريطانيا (جميع الأراضي الواقعة جنوب سور هادريان) جزءًا هامشيًا من الإمبراطورية الرومانية، فُقد في عدة مناسبات نتيجة التمرد أو الغزو، مع عودته دائمًا في نهاية المطاف إلى حضن الإمبراطورية الرومانية. استمرت هذه الحالة لحين انهيارها وكسر حلقة الخسارة والاستعادة هذه خلال العقد التالي. انتقلت بريطانيا نحو عام 410، من السيطرة الإمبراطورية المباشرة إلى مرحلة سُميّت عمومًا «شبه رومانية»، على الرغم من بقاء الرومان قوةً لا يُستهان بها لثلاثة أجيال لاحقة على امتداد مناطق شاسعة من بلاد الغال.
تمحورت هذه المرحلة بصورة تقليدية حول الانحدار والانهيار. على أي حال، تشير أدلة من فيرولاميوم إلى استمرار إعادة الإعمار الحضري، الذي تميز بنقل المياه عبر الأنابيب، في أواخر القرن الخامس، وربما بعده. عُثر في سيلتشيستير على علامات احتلال شبه روماني تعود إلى نحو عام 500، واكتُشفت في روكستر حمامات جديدة من النوع الروماني.
توضح كتابات باتريك وغيلداس نجاة الثقافة اللاتينية والعلم والمعارف والقانون الروماني في المجتمع النخبوي والوسط المسيحي في بريطانيا طوال القرنين الخامس والسادس. يشير غيلداس في أعماله إلى ازدهار الاقتصاد دون فرض الضرائب الرومانية، مع شكواه من الرفاهية والانغماس في الملذات الشخصية. في منتصف القرن الخامس، ظهر الأنجلوسكسونيون في بريطانيا التي حافظت عمليًا على صبغتها الرومانية.

## الأدلة التاريخية
تفترض دراسة المصادر التاريخية لعلامات الاستيطان الأنجلوسكسوني وسكانه امتلاك الكلمات «أنجلو» و«سكسوني» و«الأنجلوسكسونية» نفس المعنى في جميع المصادر. يُعتبر إسناد الألقاب العرقية مثل «الأنجلوسكسونية» أمرًا بالغ الصعوبة ولم يبدأ استخدام المصطلح نفسه إلا في القرن الثامن لتمييز المجموعات «الجرمانية» في بريطانيا عن تلك الموجودة في القارة (ساكسونيا القديمة في شمال ألمانيا الحالي).